# 스플래툰
《스플래툰》은 닌텐도의 삼인칭 슈팅 비디오 게임 시리즈이다. 가상의 의인화된 동물들이 사는 세계가 무대로, 주요 등장인물들은 두족류 '잉클링'과'옥토링'으로서 휴머노이드 모습과 오징어 모습으로 자유자재로 변신하면서 잉크를 사용한 무기로 전투를 벌인다. 《스플래툰》에선 이야기를 진행할 수 있는 스토리 모드 이외에 4대4 대전, 새먼 런을 포함한 다양한 다인용 플레이를 제공한다.
《스플래툰》은 노가미 히사시가 처음 구상했으며 닌텐도 정보개발본부가 주축으로 개발해, 첫 작품 《스플래툰》이 2015년 5월 Wii U로 출시됐다. 이후 2017년 7월 닌텐도 스위치로 후속작 《스플래툰 2》가 발매됐다. 《스플래툰》 시리즈는 출시 이후 독특한 세계관, 그래픽 화풍, 사운드트랙 등 다양한 요소로 호평을 받았으며 여러 언론 및 단체들로부터 수상받았다.
《스플래툰》은 타 기업들과 컬래버레이션을 다수 진행했으며 2018년부터 e스포츠 대회를 개시했다. 일본에서 코로코로 코믹을 통해 만화를 연재하며 홀로그래피 공연을 개최했다.

## 게임
| 2015      | 스플래툰                  |
| 2016      |                           |
| 2017      | 스플래툰 2                |
| 2018      | 스플래툰 2: 옥토 익스팬션 |
| 2019–2021 |                           |
| 2022      | 스플래툰 3                |
| 2023      |                           |
| 2024      | 스플래툰 3: 사이드 오더   |
| TBA       | 스플래툰 레이더스         |

### 스플래툰
Wii U로 출시된 《스플래툰》은 2013년부터 닌텐도 정보개발본부의 개발팀이 제작하기 시작했다. 본래 잉크를 이용한 아레나 점령 게임으로서 시작했다. 개발과정에서 오징어를 닮은 가상의 생물체 '잉클링'을 창안하면서, 인간과 오징어 형태를 오가며 무기를 조작하고 잉크에서 헤엄치는 게임플레이를 도입했다. 2014년, E3 2014의 닌텐도 다이렉트를 통해 최초로 공개됐으며 해당 행사에서 플레이 데모가 제공됐다.

### 스플래툰 2
《스플래툰 2》는 닌텐도 기획제작본부가 개발했으며, 닌텐도 스위치 게임으로서 2017년 1월 처음 공개됐다.

### 스플래툰 3
《스플래툰 3》는 2021년 2월 17일 닌텐도 다이렉트를 통해 발표됐다. 닌텐도 기획제작본부가 개발을 담당하며 2022년 9월 9일 출시됐다.

## 기타 매체

### 출판 매체
2016년 1월부터 2017년 3월까지 엔터브레인의 〈주간 패미통〉에서 타카하시 키노 작가의 《스플래툰 포근한 오징어 4컷 & 플레이 만화》, 다양한 동인 작가의 《플레이 망가》 두 개의 웹코믹이 연재됐다. 이들은 이후 2017년 6월 15일 KADOKAWA 퓨처 퍼블리싱를 통해 출판됐다.
2015년 5월 쇼가쿠칸의 〈코로코로 코믹〉에서 히노데야 산키치가 그린 단편 만화가 수록됐으며, 이후 2016년 2월부터 정식 연재되기 시작됐다.

### 음악
《스플래툰》 세계에선 오징어 시스터즈, 텐타클즈과 같이 게임 내 음악을 쓰고 불렀다는 설정의 가상 아이돌이 존재한다. 이들을 홀로그래피로 재현해 가수로 내세운 홀로그램 콘서트가 여러 장소에서 개최됐다.
2016년, 《스플래툰》 1백만 장 판매량 달성을 기념해 오징어 시스터즈 주연의 순회 공연 "오징어 시스터즈 라이브"가 개최됐다.
2015년 10월 21일, 엔터브레인이 1편의 공식 사운드트랙 〈스플래튠〉을 발매했다. 《스플래툰 2》의 사운드트랙 〈스플래튠 2〉과 확장팩 《옥토 익스팬션》의 사운드트랙 〈옥토튠〉은 각각 2017년 11월 29일, 2018년 7월 18일 발매됐다.

## e스포츠
일본에서는 2016년 경부터 게임 내 다인용 모드를 이용한 e스포츠 대회가 스폰서의 후원을 받으면서 개최돼왔다.

## 반응
| 게임                      | 연도 | 판매량 (단위: 만 장) | 메타크리틱 |
| ------------------------- | ---- | -------------------- | ---------- |
| 스플래툰                  | 2015 | 495                  | 81         |
| 스플래툰 2                | 2017 | 1330                 | 83         |
| 스플래툰 2: 옥토 익스팬션 | 2018 | —                    | 82         |
| 스플래툰 3                | 2022 | 1171                 | 83         |
| 스플래툰 3: 사이드 오더   | 2024 | —                    | 78         |

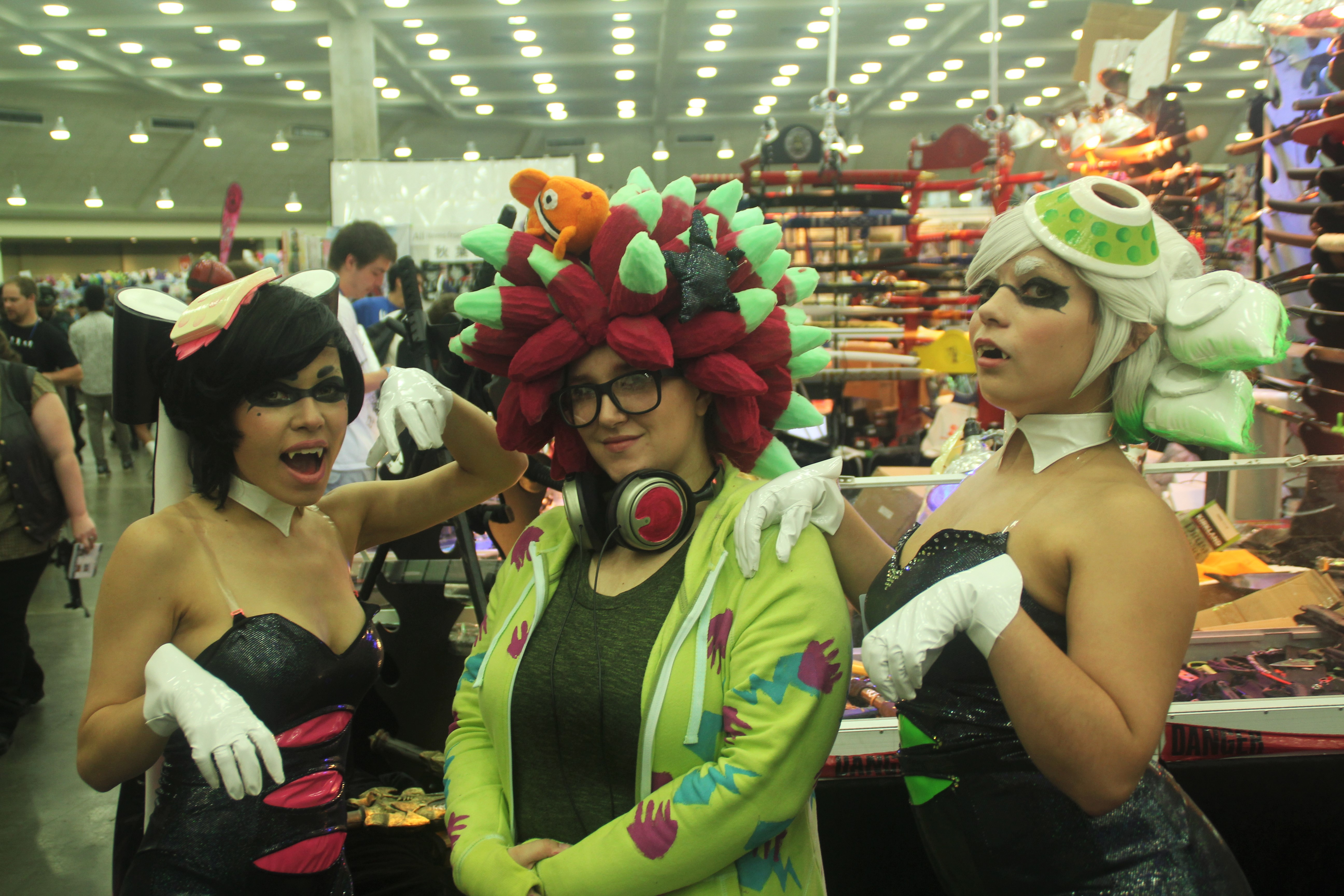
2015년 오타콘 코스플레이어

《스플래툰》 시리즈 비디오 게임들은 대체적으로 긍정적인 평가를 받았다. 시리즈의 독특한 게임플레이 방식은 3인칭 슈팅 게임 장르에 성공적으로 혁신을 일으켰다는 보도들이 나왔다.
《스플래툰》 1편은 더 게임 어워즈 2015에서 '최고의 슈터', '최고의 멀티플레이어' 부분에서 수상을 받았다.

## 기타 출연
잉클링을 포함한 시리즈 내 캐릭터들은 《슈퍼 마리오 메이커》, 《마리오 카트 8 디럭스》, 《슈퍼 스매시 브라더스 얼티밋》 등 다수의 타 닌텐도 게임에 찬조출연했다. 《슈퍼 스매시 브라더스 얼티밋》에서는 《스플래툰》을 바탕으로 한 스테이지, 26종의 음악과 게임 내 가수 그룹 오징어 시스터즈가 등장한다.

## 참조

### 내용주
1. ↑  영어: Splatoon, 일본어: スプラトゥーン 스푸라툰[*]
2. ↑  일본어: スプラトゥーンほのぼのイカ4コマ＆プレイ漫画